# Quercus peninsularis
Quercus peninsularis är en bokväxtart som beskrevs av William Trelease. Quercus peninsularis ingår i släktet ekar, och familjen bokväxter. IUCN kategoriserar arten globalt som otillräckligt studerad. Inga underarter finns listade.